# Mimela nishimurai
Mimela nishimurai är en skalbaggsart som beskrevs av Miyake 1994. Mimela nishimurai ingår i släktet Mimela och familjen Rutelidae. Inga underarter finns listade i Catalogue of Life.